# Economia de Mèxic
Mèxic té una economia de lliure mercat orientada a les exportacions. És un país en un nivell avançat de desenvolupament intermedi i amb un acompliment econòmic positiu. Mesurat en paritat de poder adquisitiu, el seu producte interior brut és superior al bilió de dòlars nord-americans, i això la converteix en la tretzena economia més gran del món. Mèxic és un país de renda mitjana-superior amb la renda per capita més alta de Llatinoamèrica, mesurat en taxes de mercat. Mèxic és l'únic país llatinoamericà membre de l'Organització per a la Cooperació i el Desenvolupament Econòmic.
Des de la crisi econòmica de 1994, les gestions presidencials subsegüents han millorat i estabilitzat els fonaments macroeconòmics del país. No va ser influenciat per les crisis sud-americanes recents, i ha mantingut taxes positives, encara que moderades, després de l'estagnació del 2001. Les firmes Moody (2000) i Fitch IBCA (2002) han atorgat graus d'inversió al deute sobirà de Mèxic. Malgrat l'estabilitat econòmica que ha reduït la inflació i les taxes d'interès a mínims històrics i que ha incrementat la renda per capita, encara existeixen greus divisions entre la població urbana i rural, els estats del nord i el sud, i els rics i els pobres. Els reptes del govern són millorar la infraestructura, modernitzar el sistema de recaptació fiscal així com les lleis laborals, i reduir la desigualtat de la renda.
L'economia conté indústries de tecnologia moderna i antigues dominades, majoritàriament, pel sector privat. Les administracions presidencials recents han permès o han expandit el nivell de competència privada en els ports marítims, els ferrocarrils, les telecomunicacions, la generació d'electricitat (limitada a l'autoproducció industrial), a la distribució del gas natural i en la gestió dels aeroports per tal de modernitzar la infraestructura.
Com a economia orientada a les exportacions, més del 90% del comerç és regulat per tractats de lliure comerç (TLC) amb més de 40 estats incloent-hi els estats de la Unió Europea, el Japó, Israel, i molts països de l'Amèrica Central i l'Amèrica del Sud. El TLC més influent, tanmateix, és el NAFTA, un acord extens de lliure comerç i d'unificació de regulacions ambientals i laborals entre els Estats Units, el Canadà i Mèxic. El 2006, el comerç amb els seus socis del subcontinent comprenia el 90% de les exportacions mexicanes i el 55% de les importacions.

## Història
Després de cinc dècades de turbulència política des de la independència de Mèxic, les administracions presidencials consecutives de Porfirio Díaz, durant l'últim quart del segle xix, van produir un creixement econòmic sense precedents acompanyat d'inversió estrangera i immigració, així com el desenvolupament d'una xarxa de ferrocarrils eficient i l'explotació dels recursos naturals del país. Els nivells de PIB per capita al volant del 1900 eren molt similars als de l'Argentina i Uruguai, gairebé tres vegades més que el PIB per capita del Brasil i Veneçuela. El creixement econòmic mitjà anual entre 1876 i 1910 va ser del 3,3%. Tanmateix, la repressió i el frau, així com les desigualtats socials exacerbades pel sistema de distribució de la terra en què les grans hisendes eren propietat d'uns pocs mentre milions de camperols mexicans mal pagats vivien en condicions precàries, van ser els catalitzadors de la Revolució Mexicana (1910-1917) un conflicte armat que va transformar dràsticament l'estructura social, cultural, política i econòmica de Mèxic durant el segle xx, sota les premisses de la socialdemocràcia. La guerra i la inestabilitat subsegüent van durar una dècada, i va afectar greument l'economia del país, així com la demografia—entre 1910 i 1921, la població mexicana, per primera vegada en la història, va decréixer.
El període de 1930 a 1970 va ser batejat pels historiadors econòmics com el "Miracle Mexicà", un període de creixement econòmic estimulat pel model de la industrialització per mitjà de la substitució de les importacions (ISI), el qual promovia el desenvolupament de les indústries nacionals i les protegia amb aranzels alts als productes importants. Per mitjà del model ISI, el país va experimentar un creixement econòmic accelerat en què les indústries nacionals van expandir ràpidament llur producció. La reestructuració de l'economia incloïa la distribució gratuïta de la terra als camperols sota el concepte de l'ejido, la nacionalització de les indústries petrolieres i ferroviàries, la incorporació dels drets socials en la constitució de Mèxic, el naixement dels sindicats influents i la modernització de la infraestructura. De 1940 a 1970, el PIB es va sixtuplicar, mentre que la població només es va duplicar durant el mateix període.
El model ISI es va esgotar durant la dècada de 1960. Durant la dècada de 1970, les gestions dels presidents Luis Echeverría i José López Portillo van provar de reavivar l'economia i alhora incrementar el desenvolupament social, la qual cosa va produir un increment considerable de les despeses públiques. Amb el descobriment de vasts pous petroliers quan els preus del petroli s'estaven incrementant i les taxes d'interès eren molt baixes—i fins i tot negatives—el govern va prendre préstecs dels mercats internacionals per invertir en l'empresa pública de petrolis (Pemex), la qual semblava ser una font a llarg termini de recursos per finançar el benestar social. De fet, durant aquest període les despeses governamentals es van incrementar considerablement, y el president López Portillo va anunciar que "havia arribat el temps per gestionar la prosperitat". Tanmateix, la seva gestió va ser molt ineficaç amb poca previsió del futur, i acompanyada d'alta inflació.
El 1981 el panorama mundial va canviar abruptament: els preus del petroli es van desplomar i les taxes d'interès es van incrementar ràpidament. Sense haver estalviat durant l'època de "prosperitat", el president López Portillo, en el seu últim report de govern, va declarar la suspensió dels pagaments del deute extern, va devaluar el peso mexicà, i va nacionalitzar el sistema bancari i altres indústries afectades per la crisi. El sistema ISI, que havia estimulat el creixement en dècades anteriors, s'havia estès massa temps, produint un sector industrial poc competitiu i amb guanys productius marginals.
El president Miguel de la Madrid va ser el primer d'una sèrie de presidents que van implementar diverses reformes neoliberals, entre ells l'obertura al comerç exterior, signant el GATT el 1986. Tanmateix, després de la crisi de 1982, els inversors no volien retornar a Mèxic, i per tal de mantenir en control de la balança de pagaments, el govern va devaluar la moneda consecutivament, la qual cosa produiria major inflació, que arribaria a un màxim històric de 159,7% el 1987.
Durant la gestió del president Carlos Salinas de Gortari, les companyies públiques es van privatitzar amb les importants excepcions de la indústria petroliera i energètica (ambdues protegides constitucionalment). El 1992, es va conformar l'Àrea de Lliure Comerç d'Amèrica del Nord, entre Mèxic, els Estats Units i el Canadà, el tractat de la qual va entrar en vigor l'1 de gener, 1994. Salinas també va introduir controls estrictes de preus, i va negociar increments salarials mínims per tal de reduir la inflació. Encara que l'estratègia va reeixir, el creixement anual mitjà de l'economia durant la seva gestió només va ser del 2,8%, i la desigualtat s'agreujaria. A més a més, en establir un sistema de canvi fix, el peso mexicà es va sobrevalorar mentre que les despeses dels consumidors es van incrementar produint un dèficit de compte corrent del 7% del PIB el 1994, el qual va ser finançat amb deute públic i tesobonos, deute que assegurava el pagament en dòlars. L'aixecament dels zaptistes a Chiapas, l'assassinat del candidat presidencial favorit i del fiscal encarregat del cas, van enviar un missatge negatiu als inversors els quals van vendre ràpidament llurs tesobonos, buidant les reserves del Banc Central, mentre que la inversió en cartera en va sortir tan de pressa com hi havia entrat. Aquesta situació insostenible va forçar el president entrant, Ernesto Zedillo, a abandonar la taxa de canvi fixa. El peso es va devaluar ràpidament, i l'economia va entrar en una crisi econòmica el 1995. El ràpid creixement de les exportacions (amb un peso barat), i el paquet d'emergència dissenyat pel president nord-americà Bill Clinton i les institucions financeres mundials, van esmorteir la crisi: en menys de divuit mesos, l'economia ja estava creixent, i el creixement anual mitjà de 1995 al 2000 va ser del 5,1%.
Els presidents Zedillo i Vicente Fox van continuar amb la liberalització del comerç, signant acords de lliure comerç amb estats llatinoamericans, la Unió Europea, Israel i el Japó, i van assajar de conservar l'estabilitat macroeconòmica. Mèxic s'ha convertit així en un dels estats del món més oberts al comerç, i l'economia s'ha anat transformant. El comerç amb els Estats Units es va triplicar de 1991 al 2003. La major part de la inversió estrangera en l'actualitat és inversió estrangera directa (IED). Durant la dècada del 2000, les taxes de creixement no han superat el 5%, però l'estabilitat aconseguida ha permès el creixement de la classe mitjana a nivells que no s'havien vist abans; això també s'ha traduït en una disminució de l'emigració de les classes més baixes als Estats Units.
L'Àrea de Lliure Comerç d'Amèrica del Nord (NAFTA) entre el Canadà, els Estats Units i Mèxic va entrar en vigor l'1 de gener de 1994 formant l'àrea comercial més gran del món segons la suma del Producte interior brut dels països membres amb les estipulacions del Tractat de Lliure Comerç d'Amèrica del Nord (TLCAN), del Tractat Nord-americà per a la Cooperació Ambiental i del Tractat Nord-americà per a la Cooperació Laboral. Tots tres tractats estableixen una àrea de lliure comerç així com estàndards ambientals i laborals per a tots tres països.
Amb el gir proteccionista imposat per Donald Trump, el nou president dels Estats Units des de 2017, especialment en els sectors de l'automoció i l'agropecuari. El NAFTA es va renegociar i el 30 de novembre de 2018 fou signat l'Acord Estats Units-Mèxic-Canadà per Donald Trump, el President de Mèxic Enrique Peña Nieto, i el primer ministre del Canadà, Justin Trudeau. El 10 de desembre de 2019 es va modificar el protocol i va entrar en vigor l'1 de juliol de 2020.

## Indicadors macroeconòmics, financers i de benestar

### Indicadors principals
El producte interior brut (PIB) de Mèxic en paritat de poder adquisitiu (PPA) va ser estimat en 1.134 bilions USD el 2006, i en 741.500 milions a taxa de canvi nominal. Com a tal, i utilitzant el PIB en PPA per capita, el seu estàndard de vida és de 10.600 USD. El Banc Mundial va reportar que la Renda Nacional Bruta (RNB) i la renda per capita a taxa de canvi nominal de Mèxic eren les més altes de l'Amèrica Llatina en 753.394 milions USD i 7.310 USD respectivament. Com a tal, Mèxic s'ha consolidat com a país de renda mitjana-alta. Després de la desacceleració del 2001 l'economia s'ha recuperat i ha crescut 4,2, 3,0 i 4,8 percent el 2004, 2005 i 2006, encara que es considera inferior al potencial de creixement de Mèxic.
La moneda mexicana és el peso mexicà (ISO 4217: MXN; símbol: $). Un peso es divideix en 100 centavos (centaus). El MXN va reemplaçar el MXP el 1993 a raó de 1000 MXP per 1 MXN. La taxa de canvi del mercat s'ha mantingut estable des de 1998 oscil·lant entre els 9,20 i 11,50 MXP per 1 USD. Les taxes d'interès interbancari el febrer del 2007 se situaven al voltant del 7%, superior al mínim històric inferior al 5% pocs anys abans. La taxa d'atur és de les més baixes dels països membres de l'OECD, en 3,2%. No obstant això, la subocupació s'estima en 25%. L'índex de desenvolupament humà de Mèxic és de 0,821 (conformat per l'índex d'esperança e vida de 0,84, l'índex d'educació de 0,86 i l'índex de PIB de 0,77), i es troba en la posició número 53 dins el grup de països de desenvolupament alt.

### Pobresa
Després de la crisi econòmica de 1994-1995, probablement la més severa de la història del país la taxa de pobresa va superar el 50%. El creixement ràpid de les exportacions amb un peso devaluat catalitzades pel NAFTA i altres acords de comerç, i les reestructuracions de les finances macroeconòmiques durant les gestions dels presidents Zedillo i Fox, han tingut resultats importants en la reducció de la taxa de pobresa. D'acord amb el Banc Mundial, la pobresa extrema s'ha reduït al 17,6% (2004). La major part d'aquesta reducció prové de les comunitats rurals, on la pobresa es va reduir del 42% al 27,9% en quatre anys (del 2000 al 2004), ja que la pobresa urbana es va reduir marginalment a l'11%.

### Remeses
Les remeses, és a dir, les contribucions dels mexicans que viuen a l'estranger, principalment als Estats Units, a llurs famílies de Mèxic, són una part substancial i creixent de l'economia mexicana; el 2005 el total de remeses enviades va ser de 18.000 milions USD. El 2004 ja s'havien convertit en la segona font d'entrada de divises després de les exportacions de petroli, i similars a la quantitat d'inversió estrangera directa (IED), superior a les despeses del turisme; i representaren el 2,5 per cent del PIB. El creixement de les remeses ha estat sorprenent: s'han duplicat des de 1997. Les remeses registrades el 2003 van excedir els 41 milions USD, de les quals, el 86 per cent es van realitzar de manera electrònica.
S'estima que la meitat dels immigrants mexicans als Estats Units són legals, i per tant, tenen accés als canals formals de transferència que sovint són bloquejats per als il·legals, ja que no tenen un carnet d'identificació reconegut per les autoritats estatunidenques. El govern mexicà ha començat a expedir carnets d'identificació coneguts com a Matrícula Consular de Alta Seguridad o MACS, el qual ja és acceptat en 32 dels estats de la Unió Americana, milers d'agències de policia i institucions financeres. Els principals receptors de remeses el 2004 van ser els estats de Michoacán, Guanajuato, Jalisco, Mèxic i Puebla; tots cinc van rebre el 45% del total de les remeses. Alguns governs estatals, amb el suport del govern federal, han implementat programes per utilitzar part de les remeses per a finançar obres públiques. Amb els programes, coneguts com a Dos por Uno (Dos per un), per cada peso que contribueixen els migrants de llurs remeses, els governs estatal i federal contribueixen amb dos pesos per la modernització de la infraestructura en llurs comunitats.

### Economies estatals

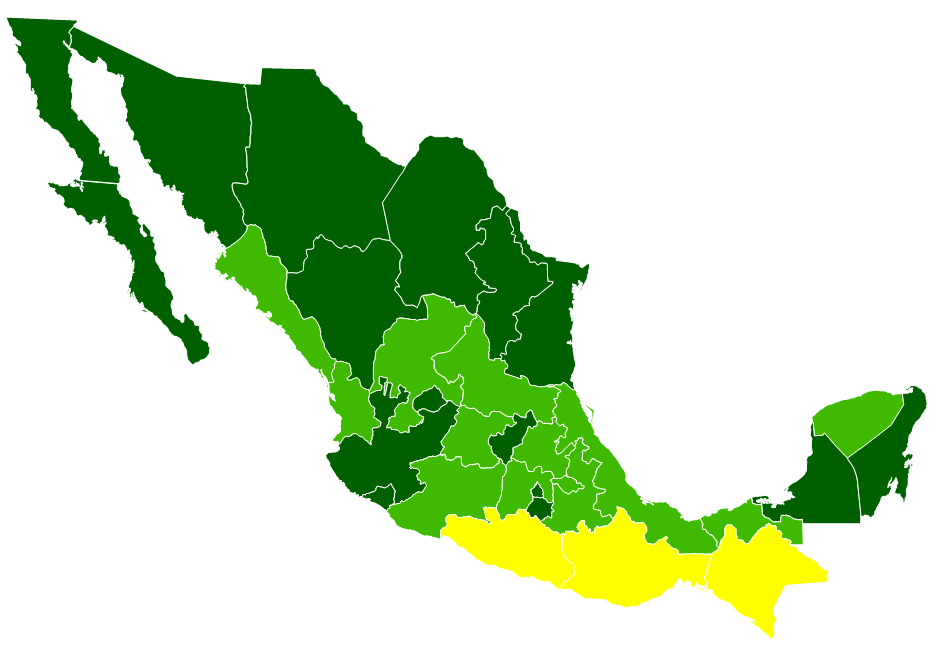
Mapa dels estats mexicans indicant l'IDH
0,80 o més
0,750–0,799
0,70–0,749

Les disparitats regionals i la desigualtat de la renda encara són un problema a Mèxic. Encara que tots els estats de la federació mexicana tenen un índex de desenvolupament humà (IDH) superior al 0,70 (desenvolupament mitjà i alt), els estats del nord i del centre tenen un nivell d'IDH major als estats del sud. Nuevo León i el Districte Federal tenen nivells d'IDH similars als països europeus, mentre que Oaxaca i Chiapas tenen nivells de desenvolupament comparable s als de Síria i Egipte. A nivell municipal, la desigualtat és encara més greu: San Pedro Garza García (Nuevo León) té un nivell d'IDH similar al d'Itàlia, mentre que Metlatonoc (Guerrero), té un nivell d'IDH similar al de Malawi. Com mostra el mapa, la majoria de les entitats federals amb nivells de desenvolupament alt (superior al 0,80) són situades al nord (amb l'excepció de Jalisco, Aguascalientes, el Districte Federal, Querétaro i els estats sud-orientals de Quintana Roo i Campeche). Els estats menys desenvolupats (amb nivells de desenvolupament mitjà, superior al 0,70, però inferior al 0,80), són situats a la costa sud del Pacífic (amb l'excepció de l'estat de Veracruz, que es troba a la costa del Golf de Mèxic).
En termes de les contribucions al PIB nacional per sector (el 2004), els contribuïdors més grans en agricultura són Jalisco (9,7%), Sinaloa (7,7%), i Veracruz (7,6%); els majors contribuïdors a la producció industrial són el Districte Federal (15,8%), Mèxic (11,8%) i Nuevo León (7,9%); els contribuïdors més importants al sector dels serveis són també el Districte Federal (25,3%), Mèxic (8,9%) i Nuevo León (7,5%). Des de la dècada de 1980 l'economia s'ha descentralitzat a poc a poc. La taxa de creixement anual del PIB del Districte Federal del 2003 al 2004 va ser la menor de totes les entitats federals (0,23%), amb reduccions dràstiques en agricultura i indústria; malgrat això, encara produeix el 21,8% del PIB nacional. Els estats amb les taxes de creixement del PIB més altes van ser Quintana Roo (9,04%), Baixa Califòrnia (8,89%) i San Luis Potosí (8,18%). El 2000 les entitats federals amb els nivells més alts de PIB per càpita eren el Districte Federal (17.696 USD), Campeche (13.153 USD) i Nuevo León (13.033 USD); els estats amb els nivells més baixos de PIB per càpita eren Chiapas (3.302 USD), Oaxaca (3.489 USD) i Guerrero (4.112 USD).

## Comerç
Mèxic és el país comercialment més obert del món i, per tant, és una important potència importadora i exportadora. El comerç amb els Estats Units i el Canadà s'ha triplicat des de la implementació del "Tractat de Lliure Comerç de l'Amèrica del Nord" (NAFTA, per les seves sigles en anglès). El 85% de les exportacions totals de Mèxic estan dirigides als Estats Units, la qual cosa l'ha fet molt depenent dels cíclics econòmics d'aquest país. Mèxic, però, té en total 12 acords comercials amb 43 estats independents, cosa que fa que més del 90% del comerç del país estigui regulat per tractats de lliure comerç.
Mèxic va ingressar al GATT (Acord General de Comerç i Tarifes) el 1986 i avui dia és un participant actiu i constrictiu de l'Organització Mundial de Comerç (OMC). El govern mexicà promou la signatura de l'Àrea de Lliure Comerç de les Amèriques, i diverses ciutats del país s'han postulat com a seus de l'organització comercial derivada d'aquest acord tan bon punt sigui aprovat.
Aquests són els 12 acords de liberalització comercial que Mèxic ha signat:
- NAFTA (1994), amb Canadà i els Estats Units.
- G-3 (1995), amb Colòmbia i Veneçuela
- Tractat de Lliure Comerç amb Costa Rica (1995)
- Tractat de Lliure Comerç amb Bolívia (1995)
- Tractat de Lliure Comerç amb Nicaragua (1998)
- Tractat de Lliure Comerç amb Xile (1999)
- Tractat de Lliure Comerç amb la Unió Europea dels 25 (2000)
- Tractat de Lliure Comerç amb Israel (2000)
- Tractat de Lliure Comerç TN (2001), amb Guatemala, El Salvador i Hondures
- AELC, Asociación Europea de Libre Comercio, Associació Europea de Lliure Comerç (2001),amb Islàndia, Noruega, Liechtenstein, i Suïssa,
- Tractat de Lliure Comerç amb Uruguai (2004)
- Tractat de Lliure Comerç amb Japó (2005)

Mèxic ha començat les negociacions per a convertir-se en membre associat del Mercosur (i per tant ha començat negociacions per a signar tractats de lliure comerç amb l'Argentina i el Brasil). També ha començat plàtiques amb Corea del Sud per tal de signar un acord de lliure comerç el 2006.

## Inversió estrangera
El govern és conscient de la necessitat de millorar la infraestructura, de modernitzar el sistema de cobrament d'impostos, i de proveir d'incentius per a la inversió en el sector energètic, els quals són els reptes d'aquesta dècada. Mèxic i Brasil usualment reben la major part de la inversió estrangera directa de Llatinoamèrica. El 2004 Mèxic va rebre 10.783 milions de dòlars nord-americans; Brasil va rebre $10.143 milions. Per contra, l'Argentina va rebre només $1.020 milions. Mèxic ha rebut el "grau d'inversió" (el més alt de Llatinoamèrica) en la qualificació del seu deute extern des del 2002, ja que no va ser "contagiat" per la crisi econòmica de l'Argentina del 2001.

## Agricultura
La Reforma Agrària mexicana va començar el 1917, després de la Revolució Mexicana. Aquesta reforma es va estendre durant la dècada de 1930, i va estar relacionada amb l'època de ràpid i sorprenent creixement econòmic coneguda com el "Miracle Mexicà". Els guanys obtinguts de la puixant activitat agrícola es van invertir en la indústria per tal d'assolir un major grau d'industrialització i, per tant, no es va reinvertir en millores agrícoles. A més, la reforma estava basada en els ejidos, una distribució gratuïta de terra als camperols, la qual no podia ser comprada ni venuda, sinó transferida generacionalment. Aquesta fragmentació de la terra impedia aprofitar-se'n de les economies d'escala en la producció agrícola. La falta d'inversions i les greus sequeres de les dues últimes dècades han esgotat la productivitat, transformant a Mèxic d'un exportador net en un importador net de productes agrícoles bàsics. Des de 1992, però, es van modificar les lleis convertint els ejidos en propietat privada. A més, el govern ha modificat els esquemes de subsidis agrícoles per tal d'incrementar l'ús d'equip i tecnologia moderns. Així i tot, la transició ha estat molt lenta. El 1999 l'agricultura només representava el 5,8% del Producte Intern Brut.

## Indústria
El 2004, l'activitat industrial representava el 25% del Producte Intern Brut de Mèxic. L'activitat de la indústria de manufactura mexicana va tenir un important creixement arran de la signatura del NAFTA. Al començament la inversió estrangera es va concentrar en la indústria maquiladora, és a dir, l'activitat intraindustrial de la producció que s'aprofitava de la mà d'obra barata. A poc a poc s'han realitzat inversions en altres rames de la producció industrial, la més important, la indústria de l'automòbil que ha rebut distincions de qualitat mundial. A Mèxic es troben plantes de la Volkswagen, Nissan, General Motors, Ford i Chrysler. El 2004 la indústria de l'alta tecnologia representava el 21% de totes les exportacions mexicanes.

## Petroli i Gas Natural
Mèxic és el cinquè productor de petroli del món, el desè exportador de petroli i el quart proveïdor principal per als Estats Units. Els guanys de les vendes petrolieres representen entre el 25 i el 30% de la renda governamental. Pemex és la companyia pública petroliera de l'estat la qual té monopoli constitucional en l'exploració, producció, transportació i venda del petroli i alguns derivats. Des del 1995 s'han fet modificacions a les lleis que permeten inversions en la transportació, distribució i emmagatzematge de gas natural, però Pemex té monopoli en l'exploració i producció d'aquest producte.